# Волтон (Кентуккі)
Волтон (англ. Walton) — місто (англ. city) в США, в округах Бун і Кентон штату Кентуккі. Населення — 5460 осіб (2020).

## Географія
Волтон розташований за координатами 38°51′55″ пн. ш. 84°36′47″ зх. д. / 38.86528° пн. ш. 84.61306° зх. д. (38.865316, -84.613173).  За даними Бюро перепису населення США в 2010 році місто мало площу 11,11 км², з яких 11,07 км² — суходіл та 0,05 км² — водойми. В 2017 році площа становила 12,32 км², з яких 12,26 км² — суходіл та 0,06 км² — водойми.

## Демографія
Згідно з переписом 2010 року, у місті мешкало 3635 осіб у 1291 домогосподарстві у складі 941 родини. Густота населення становила 327 осіб/км².  Було 1446 помешкань (130/км²).
Расовий склад населення:
| - 95,8 % — білих - 1,5 % — чорних або афроамериканців - 0,6 % — азіатів - 0,2 % — корінних американців |

До двох чи більше рас належало 1,9 %. Частка іспаномовних становила 1,7 % від усіх жителів.
За віковим діапазоном населення розподілялося таким чином: 32,8 % — особи молодші 18 років, 60,1 % — особи у віці 18—64 років, 7,1 % — особи у віці 65 років та старші. Медіана віку мешканця становила 31,2 року. На 100 осіб жіночої статі у місті припадало 91,9 чоловіків;  на 100 жінок у віці від 18 років та старших — 88,6 чоловіків також старших 18 років.
Середній дохід на одне домашнє господарство  становив 71 819 доларів США (медіана — 61 835), а середній дохід на одну сім'ю — 83 826 доларів (медіана — 75 139). Медіана доходів становила 49 773 долари для чоловіків та 40 595 доларів для жінок. За межею бідності перебувало 9,1 % осіб, у тому числі 8,5 % дітей у віці до 18 років та 16,6 % осіб у віці 65 років та старших.
Цивільне працевлаштоване населення становило 1831 осіб. Основні галузі зайнятості: виробництво — 19,8 %, освіта, охорона здоров'я та соціальна допомога — 16,4 %, науковці, спеціалісти, менеджери — 15,4 %.